# Kidz TV
Kidz TV war ein türkisches Fernsehprogramm, in dem Kinderserien und Animes ausgestrahlt wurden. Der Sender wurde von der öffentlich-rechtlichen Sendeanstalt Multi Channel Developers betrieben.

## Geschichte
Das Unternehmen MCD beschloss nach einer Vereinbarung mit Nickelodeon und MTV, einen neuen Sender zu eröffnen. Am 31. August 2011 wurde ein Test-Kanal namens Animez eingerichtet, der Animes, Zeichentrickserien und Jugendserien ausstrahlte. Während des Testzeitraum war er nur für D-Smart-Abonnenten zugänglich.
Nachdem der Testzeitraum am 3. Februar 2012 endete, nannte sich der Sender offiziell Kidz TV. Man konnte den Sender auf Türksat, KabloTV, tivibu und weiterhin auf D-Smart empfangen. Später konnte man ihn auch auf Filbox, Vodafone Türkiye und auf Turkcell TV+ empfangen. Am 1. Februar 2019 wurde der Sender eingestellt.

## Programmfenster

### Kidz TV
Täglich von 00:30 Uhr bis 23:00 Uhr liefen Kinderprogramme wie Alvinnn!!! und die Chipmunks, Der gestiefelte Kater – Abenteuer in San Lorenzo, Iron Man: Die Zukunft beginnt, Digimon Fusion, H2O – Plötzlich Meerjungfrau, King Julien, Code Lyoko, Angel's Friend, Pocoyo, Power Rangers und The Next Step.

### Animez
Animez lief 2012 zuerst täglich von 21:30 Uhr bis 04:30 Uhr. Dort strahlte der Sender Animes aus wie Sailor Moon, Bleach, D.Gray-man, Death Note, Fullmetal Alchemist und Naruto. Die Serien liefen entweder synchronisiert oder japanisch mit türkischen Untertiteln.
Ab Mai 2014 wurde die Sendezeit verkürzt und diese Sendeschiene lief zwischen 21:30 Uhr und 23:00 Uhr. Ab Februar 2016 wurde die Sendezeit auf 23:00 Uhr bis 00:30 Uhr geändert. Am 1. Februar 2019 beendete der Sender seine Arbeit.